# 田中道治
田中 道治（たなか みちはる、1947年 - ）は、日本の教育学者、京都教育大学名誉教授。

## 人物・来歴
広島県生まれ。東京教育大学大学院修了後、1982年「発達的観点からみた精神発達遅滞児の課題解決過程に関する実験的研究」で筑波大学・教育学博士。米国イェール大学研究院。京都教育大学助教授、教授、2011年定年退任、名誉教授。専門は、障害児心理学と発達心理学。

## 著書
- 『精神遅滞児の学習を規定する課題解決能力の発達』風間書房, 2002.6
- 『発達-差異論と動機づけの問題 インクルーシブ教育実現のための発達心理学的考察』北大路書房, 2013.4
- 『発達研究の旅 エール大学での研究生活と教育実践への示唆』クリエイツかもがわ, 2015.7

### 共編著
- 『精神発達遅滞児の知的学習 新しい可能性を求めて』井田範美共著. 明治図書出版, 1986.9
- 『障害児の発達と学習』清野茂博共編著. コレール社, 1995.4
- 『発達障害のある子どもの自己を育てる 内面世界の成長を支える教育・支援』都筑学,別府哲,小島道生共編. ナカニシヤ出版, 2007.3
- 『教員志望の学生のための特別支援教育ハンドブック』京都教育大学附属教育実践センター機構特別支援教育臨床実践センター監修,相澤雅文,牛山道雄,藤岡秀樹,丸山啓史共編. 京都教育大学附属教育実践センター機構特別支援教育臨床実践センター, 2011.3
- 『教員志望学生のための特別支援教育ハンドブック』相澤雅文, 牛山道雄,藤岡秀樹, 丸山啓史共編, 京都教育大学附属教育実践センター機構特別支援教育臨床実践センター 監修. クリエイツかもがわ, 2012.3
- 『保護者のための子育て・子育ちハンドブック』京都教育大学附属教育実践センター機構特別支援教育臨床実践センター監修, 相澤雅文, 牛山道雄,藤岡秀樹, 丸山啓史,水谷宗行共編. 京都教育大学附属教育実践センター機構特別支援教育臨床実践センター, 2012.3

### 翻訳
- E.ジグラー, D.バラ編著『精神遅滞とはなにか 発達-差異論争』 (海外教育研究の新動向) 松村多美恵,清野茂博共訳. 明治図書出版, 1990.10
- エドワード・ジグラー, スーザン・ムンチョウ『アメリカ教育革命 ヘッドスタート・プロジェクトの偉大なる挑戦』学苑社, 1994.6
- エドワード・ジグラー, サリー・スティフコ 編著『アメリカ幼児教育の未来 ヘッドスタート以後』コレール社, 1998.12
- エドワード・ジグラー, D・ゲイツ『知的障害者の人格発達』編訳. 田研出版, 2000.10
- エドワード・ジグラー, マティア・フィンースティーヴンズ、ナンシー・W・ウォール『「三つ子の魂百まで」再考 脳の発達及び社会政策から』編訳. 田研出版, 2005.8
- J.R.カービィ, N.H.ウィリアムス『学習の問題への認知的アプローチ PASS理論による学習メカニズムの理解』前川久男,前田豊共編訳. 北大路書房, 2011.1
- エドワード・ジグラー, ウォルター・S・ギリアム, ステファニー・M・ジョーンズ編『みんなの幼児教育の未来予想図』編訳. ナカニシヤ出版, 2013.3